# William Miller (remer)
William Miller   (Filadèlfia, 16 de març de 1905 - Carlisle, maig 1985) fou un remer estatunidenc que va competir durant les dècades de 1920 i 1930.
El 1928 va prendre part en els Jocs Olímpics d'Amsterdam, on disputà la prova del quatre sense timoner del programa de rem. Formant equip amb Charles Karle, George Healis i Ernest Bayer guanyà la medalla de plata. Quatre anys més tard, als Jocs de Los Angeles, guanyà una nova medalla de plata en la prova de scull individual del programa de rem.